# قربة (نابل)
قُرْبَة هي مدينة في تونس تقع على الساحل الجنوبي لولاية نابل على بعد 70 كم من تونس العاصمة . يقطنها 34807 نسمة . تحتضن كل صيف مهرجان هواة المسرح .
قربة هي مدينة صناعية و فلاحية بالأساس. تعرف بمدينة المنتجات الفلاحية الحمراء الأربع وهي الفراولة، الطماطم، الفلفل و اللحم. تعتبر المدينة مركزا هاما لقطاع النسيج و الصناعات الغذائية التحويلية نضرا لموقعها الاستراتيجي. أما بالنسبة للقطاع السياحي و رغم كونها مدينة ساحلية فإن قربة بها نزل وحيد 4 نجوم.

## أعلام
- أحلام بالحاج
- عبد اللطيف عبيد
- الناصر خمير
- فخر الدين قلبي
- محمد المطماطي

### مواضيع ذات علاقة
- ولاية نابل.